# Relevant

Relevant este o comună în departamentul Ain din estul Franței.